# Never Mind the Bollocks, Here's the Sex Pistols
Never Mind the Bollocks, Here's the Sex Pistols è l'unico album in studio del gruppo musicale britannico Sex Pistols, pubblicato il 28 ottobre 1977 dalla Virgin Records.
L'album debuttò direttamente al primo posto della Official Albums Chart, guadagnando in breve tempo il disco d'oro nel Regno Unito. Nel 2013 è stato certificato doppio disco di platino dalla British Phonographic Industry. La rivista Rolling Stone nel 2004 lo ha inserito alla posizione n. 41 nella lista dei 500 migliori album di sempre. Nel 2006 l'album è stato selezionato dalla rivista Time come uno dei 100 migliori dischi di sempre. Nel 2016 Rolling Stone lo inserisce al terzo posto dei migliori 40 dischi punk della storia.

## Descrizione
Versioni embrionali della maggior parte delle canzoni presenti sull'album apparvero in un primo momento sul bootleg Spunk, consistente in registrazioni demo che la band fece tra il 1976 e il gennaio del 1977, e pubblicato illegalmente poco prima di Nevermind the Bollocks. Quando quest'ultimo finalmente uscì, il titolo suscitò scalpore per il suo significato volgare e provocatorio («Sbattitene i coglioni, ecco i Sex Pistols») e creò non pochi problemi di distribuzione poiché alcuni negozianti inglesi si rifiutarono di esporre l'album in vetrina, ritenendo fosse un attentato alle convenzioni morali dell'epoca. Oltre alla parola bollocks in copertina, controversi furono anche i testi di brani come God Save the Queen e Anarchy in the UK.
Anche se fu l'unico album ufficialmente pubblicato dai Sex Pistols mentre il cantante Johnny Rotten era ancora membro effettivo del gruppo, praticamente tutti i brani in esso contenuti sono stati in seguito inseriti in ordine sparso in numerose compilation e raccolte. Tutti e quattro i singoli della band, che ne anticiparono la pubblicazione, sono inclusi nel disco. Alcune canzoni di quest'ultimo faranno successivamente parte, seppur in versioni differenti, della colonna sonora del film The Great Rock 'n' Roll Swindle, e dell'omonimo album pubblicato nel 1979.

### Registrazione
Nel marzo 1977, con l'approssimarsi della conclusione dei negoziati con la A&M Records, i Sex Pistols entrarono nei Wessex Sound Studios per iniziare la lavorazione dell'album con il produttore Chris Thomas e l'ingegnere del suono Bill Price. Il nuovo bassista Sid Vicious suonò in Bodies, ma la sua performance tecnica non venne ritenuta all'altezza per consentirgli di suonare su tutto l'album, così la band chiese al manager Malcolm McLaren di convincere il precedente bassista Glen Matlock a sostituirlo in studio come turnista. Matlock accettò a condizione di essere pagato in anticipo. Non ricevendo i soldi, si rifiutò di prendere parte alle sessioni. Fu quindi Thomas a chiedere al chitarrista Steve Jones di suonare il basso, ma anche la sua prova allo strumento non fu ritenuta soddisfacente, e fu quindi lo stesso Thomas a suonare il basso in gran parte delle canzoni.
Quattro giorni dopo la fine delle prime sessioni in studio, i Sex Pistols firmarono un contratto con la A&M, ma il 16 marzo l'etichetta lo rescisse improvvisamente, e svariate migliaia di copie del programmato singolo God Save the Queen furono mandate al macero.
Anche se erano stati scaricati dalla A&M, McLaren disse ai Sex Pistols di continuare a lavorare al disco. Mentre McLaren ponderava l'offerta ricevuta dalla Virgin Records, all'inizio del maggio 1977 firmò un accordo con l'etichetta francese Barclay Records. Nello stesso periodo, il gruppo riprese il lavoro in studio con Thomas e Price. Thomas abbandonò temporaneamente le sessioni lasciando il solo Price a produrre cinque o sei canzoni (presumibilmente Liar, New York, No Feelings, Problems, e Seventeen). Il 18 maggio venne siglato il nuovo accordo con la Virgin. Due settimane dopo, l'etichetta pubblicò il singolo God Save the Queen. Durante la promozione del 45 giri, Rotten dichiarò che la lavorazione dell'album stava procedendo.
La band tornò in studio con Thomas e Price il 18 giugno per incidere Holidays in the Sun, la prima canzone scritta senza la presenza di Matlock. Quella stessa sera, al ritorno da un pub Rotten, Thomas e Price furono aggrediti da un gruppo di persone e l'incidente finì sui giornali. In seguito, Rotten dichiarò alla stampa che il disco in uscita non avrebbe incluso cover, e nessuno dei singoli già pubblicati in precedenza dai Sex Pistols. Il gruppo tornò nuovamente in studio in agosto per registrare una nuova canzone intitolata Bodies. Fu questa l'unica traccia sull'album dove Vicious suonò effettivamente il basso. Bodies include anche una seconda linea di basso, questa volta suonata da Steve Jones.

### Pubblicazione
Con il completamento di Bodies, giunse il momento di decidere la scaletta delle tracce dell'album. Anche se Jon Savage scrisse che c'erano almeno tre versioni di ciascuna traccia, Clinton Heylin afferma invece che esistevano versioni alternative di sole cinque canzoni (E.M.I., No Feelings, Seventeen e Submission, più un missaggio diverso di Satellite realizzato appositamente per l'album). La lista finale dei brani da inserire nel disco venne ultimata il 20 settembre. Richard Branson trascorse una nottata a decidere quale track list e quali versioni utilizzare, e volle includere tutti i singoli di successo nell'LP, nonostante il parere contrario della band, di Malcolm McLaren e di parte della dirigenza della Virgin. A causa dei lunghi tempi di lavorazione dell'album, i Sex Pistols e McLaren decisero di pubblicare Holidays in the Sun (lato B Satellite) come quarto singolo del gruppo. Holidays in the Sun non riscosse lo stesso successo dei singoli precedenti, piazzandosi all'ottava posizione in classifica e uscendo dalla top 20 dopo quattro settimane. Nel tentativo di stemperare le critiche ricevute circa la scelta di includere nell'album di prossima uscita tutti e quattro i singoli già pubblicati dai Sex Pistols, la Virgin ventilò la possibilità che un "album alternativo" avrebbe potuto essere pubblicato in simultanea, con un titolo diverso e due nuove canzoni in sostituzione di due singoli già pubblicati. Un portavoce della casa discografica dichiarò: «Abbiamo messo i singoli nell'LP perché molta gente li voleva. Ma la versione alternativa del disco ci consentirebbe di aggirare la messa al bando dei negozi». Fu stampato un acetato di prova con dieci brani, anche se non vi furono inclusi nuovi originali, con Satellite e Submission aggiunte come tracce bonus.
Il contratto dei Sex Pistols con la Virgin stabiliva che la musica prodotta dal gruppo doveva essere distribuita dalla Virgin negli Stati Uniti, e tale stipulazione fornì a Branson un vantaggio sopra qualsiasi altra offerta economica maggiormente favorevole fatta a McLaren da parte di etichette concorrenti. Tuttavia, McLaren volle negoziare accordi separati in ogni nazione di distribuzione, senza rispettare le clausole del contratto, cosa che fece infuriare Branson. Egli sapeva di essere stato "scavalcato" e "raggirato" da McLaren, perché non poteva fare causa al gruppo per far rispettare il contratto o sarebbe passato per un infiltrato della EMI o della A&M. La competizione per acquistare i diritti di distribuzione del materiale della band negli Stati Uniti coinvolse Warner Bros., Arista, Columbia e Casablanca Records. Alla fine la spuntò la Warner Bros. mettendo sotto contratto il gruppo, il 10 ottobre, per la somma di £22,000.
Prima che la Virgin potesse pubblicare Never Mind the Bollocks, Richard Branson scoprì che due altri album dei Sex Pistols stavano per entrare in circolazione in diretta concorrenza. In ottobre, un bootleg intitolato Spunk contenente nastri demo dei Sex Pistols incisi con il produttore Dave Goodmanm, venne pubblicato su etichetta Blank. Tra i sospettati di aver diffuso i nastri per la pubblicazione ci furono Goodman, Glen Matlock e McLaren, che aveva sempre pensato che le versioni delle canzoni prodotte da Goodman rappresentassero meglio la band. Nel frattempo, la stampa francese di Never Mind the Bollocks su etichetta Barclay aggiunse Submission alla track list, e uscì una settimana prima dell'edizione della Virgin. In tutta risposta, Branson volle accelerare la produzione di Never Mind the Bollocks per assicurarsi di uscire una settimana prima della data prevista. Nondimeno, l'edizione della Barclay era già disponibile in Gran Bretagna quando la Virgin ebbe pronte le copie per la distribuzione. Diecimila copie di Never Mind the Bollocks stampate dalla Virgin con troppa fretta indicavano erroneamente in copertina l'inclusione di sole 11 tracce sebbene ce ne fossero 12 in realtà su disco.
Anche se era stato già diffuso Spunk, l'uscita di Never Mind the Bollocks, Here's the Sex Pistols nel Regno Unito era molto attesa. Con prenotazioni di oltre 125,000 copie, l'album debuttò direttamente al numero 1 in classifica nella prima settimana di pubblicazione. La rivista statunitense Rolling Stone, nel n. del 20 ottobre 1977,  pubblicò un ampio reportage sulla band a cura di Charles M. Young, con tanto di copertina, che generò negli USA un iniziale interesse nei confronti del gruppo britannico.

### Titolo, copertina e accuse di oscenità
L'album avrebbe dovuto originariamente intitolarsi God Save Sex Pistols. La grafica di copertina ideata da Jamie Reid evitò la scelta scontata di mettere una foto del gruppo optando per un collage di scritte in puro stile punk. Il titolo dell'album cambiò a metà 1977, ispirandosi a una frase detta da Steve Jones. Jones raccontò di aver preso l'espressione: «Never mind the bollocks» da due fan che se lo ripetevano di continuo. Johnny Rotten aggiunse inoltre che si trattava di una espressione tipica della classe operaia inglese che significava: "smettila di dire stronzate".
In Gran Bretagna, il disco fu oggetto di censura da parte dei mass media e dei rivenditori. La polizia londinese fece visita al negozio di dischi della Virgin della città intimando loro di non esporre in pubblico poster raffiguranti la copertina dell'album se non volevano essere denunciati per oltraggio al pudore ai sensi di una legge del 1899. Ogni immagine pubblicitaria dovette quindi essere tolta. Tuttavia, il 9 novembre 1977 il London Evening Standard mise in prima pagina la notizia "Polizia irrompe in un negozio di dischi punk", e riportò come il manager della Virgin Records di Nottingham fosse stato arrestato per aver esposto in negozio copie del disco dove si leggeva la parola "Bollocks" ("coglioni").
L'accusa di oscenità venne portata all'attenzione della Magistratura di Nottingham il 24 novembre. La difesa presentò il caso come un atto di discriminazione da parte della polizia. Durante il dibattimento in aula, l'avvocato difensore chiese come mai non erano stati incriminati anche i quotidiani The Guardian ed Evening Standard che avevano parlato del disco riportandone anche il titolo. Inoltre venne portato in tribunale un testimone, il professor James Kinsley, docente di letteratura inglese alla University of Nottingham, che dichiarò come la parola "bollocks" non potesse ritenersi oscena, in quanto legittimo termine arcaico in lingua inglese per riferirsi a un prete, e che nel contesto del titolo significava "nonsense". Il professore continuò riportando inoltre che alcune vecchie traduzioni della Bibbia utilizzano il termine "bollocks" per riferirsi ai testicoli. Il giudice concluse quanto segue:

## Tracce
L'album originale uscito in Gran Bretagna (Virgin V2086) conteneva solamente undici canzoni, successivamente il gruppo cambiò idea e decise di includere anche Submission nel disco. La Virgin aveva però già stampato circa 1000 copie della versione a 11 brani, e invece che ritirarle dal mercato, le fece uscire ugualmente inserendo il brano mancante nelle stampe successive.
Lato A
1. Holidays in the Sun – 3:19 (Cook/Jones/Rotten/Vicious)
2. Bodies – 3:01 (Cook/Jones/Rotten/Vicious)
3. No Feelings – 2:48 (Cook/Jones/Rotten/Matlock)
4. Liar – 2:39 (Cook/Jones/Rotten/Matlock)
5. God Save the Queen – 3:20 (Cook/Jones/Rotten/Matlock)
6. Problems – 4:09 (Cook/Jones/Rotten/Matlock)

Lato B
1. Seventeen (Cook/Jones/Rotten/Matlock) - 2:01
2. Anarchy in the U.K. (Cook/Jones/Rotten/Matlock) - 3:31
3. Submission (Cook/Jones/Rotten/Matlock) - 4:10
4. Pretty Vacant (Cook/Jones/Rotten/Matlock) - 3:15
5. New York (Cook/Jones/Rotten/Matlock) - 3:03
6. E.M.I. (Cook/Jones/Rotten/Matlock) - 3:09

## Formazione[1]
- Johnny Rotten - voce
- Steve Jones - chitarra, basso, seconda voce
- Glen Matlock - basso in Anarchy in the U.K.
- Sid Vicious - basso in Bodies e Holidays in the Sun
- Paul Cook - batteria

## Accoglienza
| Recensione                    | Giudizio |
| ----------------------------- | -------- |
| AllMusic                      | [ 39 ]   |
| Christgau's Record Guide      | A        |
| Encyclopedia of Popular Music | [ 41 ]   |
| The Guardian                  | [ 42 ]   |
| The List                      | [ 43 ]   |
| Mojo                          | [ 44 ]   |
| Q                             | [ 45 ]   |
| The Rolling Stone Album Guide | [ 46 ]   |
| Piero Scaruffi                | [ 47 ]   |
| Spin Alternative Record Guide | [ 48 ]   |
| Uncut                         | [ 49 ]   |

L'album è da sempre considerato un punto di svolta della storia del rock. Ondarock lo definisce il disco che "ha fatto definitivamente esplodere il fenomeno punk in tutto il mondo" e dice anche che: "la sua influenza si avverte ancora oggi". Rockol dice nella recensione dell'album che "se c'è un disco che simboleggia meglio di ogni altro il mutamento di un'epoca, è questo" e che "l'attacco di Anarchy resta uno dei momenti topici del rock del secolo scorso". Rockline parla dell'album come del "disco portabandiera del Punk 77 made in England". Nel seguito della recensione, tuttavia, viene anche detto: "non si può certo affermare che questo disco sia il miglior disco Punk mai realizzato, forse nemmeno quello più riuscito per quanto riguarda le liriche, né tantomeno si può dire a proposito della parte strumentale, ma sta di fatto che i Sex Pistols hanno saputo impersonare alla perfezione la figura dei punk". AllMusic lo definisce: "semplicemente uno degli album migliori e più ispirati della storia del rock". Nella recensione di Sentireascoltare, uscita in occasione della pubblicazione dell'edizione Deluxe (2012), si dice che con questo album i Sex Pistols "sfondarono il muro di un decadente prog rock, ne recisero le velleità neoclassiche e vi opposero una studiata propaganda anarchica attraverso un veicolo sonico tutt’altro che approssimativo", proseguendo così: "la band spedisce ai posteri un’arrogante, distorta (ma orgogliosa) idea di inglesità, una dimostrazione più reale e potente della Regina, un messaggio che entrerà a pieno titolo nella cultura e nella tradizione popolare del Paese".

## Ristampe
Nel 1996, la Virgin ha ristampato Never Mind the Bollocks come doppio CD insieme al bootleg Spunk.
Il 29 ottobre 2007, la Virgin ha pubblicato un'edizione speciale del disco in formato LP vinile 180 gr. in occasione del 30º anniversario dell'album. Il set include anche un 45 giri di Submission e un poster, come originariamente pubblicato il 28 ottobre 1977. La Virgin ristampò anche i primi quattro singoli della band, Anarchy in the U.K., God Save the Queen, Pretty Vacant e Holidays in the Sun.
Negli Stati Uniti e in Canada, queste ristampe furono distribuite dalla Warner Bros., che aveva distribuito anche la versione originale dell'album in Nord America nel 1977.
Il 24 settembre 2012 è stato pubblicato un cofanetto di quattro dischi comprendente l'album originale, rimasterizzato in digitale da Tim Young, per la prima volta dai nastri master originali. Il processo di rimasterizzazione venne supervisionato dal produttore originale Chris Thomas. La qualità audio di questa versione è un progresso significativo rispetto alle vecchie edizioni grazie al coinvolgimento di Chris Thomas e all'accesso ai nastri originali. Il secondo disco include i lati B ufficialmente pubblicati (tranne I Wanna Be Me, B-side del primo singolo per la EMI). Questo disco include anche outtakes e nastri demo delle sessioni di registrazione dell'album, e il recentemente scoperto nastro demo di Belsen Was a Gas che si riteneva perso per sempre. Il terzo disco contiene due registrazioni dal vivo del 1977 (inclusa la precedentemente inedita performance dei Sex Pistols alla Happy House di Stoccolma, Svezia, il 28 giugno 1977). Il quarto ed ultimo disco è un DVD con esibizioni live e in studio – oltre che interviste alla band datate 1977. Infine, sono inclusi vari gadget e memorabilia quali la replica del poster originale in promozione a Never Mind the Bollocks, foto rare, articoli di giornale dell'epoca, adesivi, e la replica del foglio con il testo di God Save The Queen scritto a mano da John Lydon.
Nel 2015, come parte del Record Store Day, l'album originale è stato ristampato in formato picture disc.

## Classifiche
| Classifica (1977–1985) | Posizione massima |
| ---------------------- | ----------------- |
| Australia              | 23                |
| Paesi Bassi            | 9                 |
| Svezia                 | 12                |
| Nuova Zelanda          | 27                |
| Norvegia               | 11                |
| Regno Unito            | 1                 |
| Stati Uniti            | 106               |

| Classifica (2021) | Posizione massima |
| ----------------- | ----------------- |
| Grecia            | 17                |